# 王璡 (明朝知府)
王璡（?—?），字器之，山東行省青州府莒州日照縣（今山東省日照市）人，明朝政治人物。
博通經史，尤長於《春秋》。洪武年間，擔任教授，后因坐事謫遠方。洪武末年，因舉薦授任寧波知府。率領寧波學生四更起讀書，并摧毀境內淫祠，生活節儉，其妻为他作鱼羹，對愛妻說：“若不忆吾草根时耶? ”，叫人将佳肴撤去，時人稱之“埋羹太守”。更杜绝私自拜访说情，人又呼“撤茶太守”。朱棣起兵靖難，王璡造船勤王，后被逮捕至京。明成祖問其為何造船，其回答道：“欲泛海趨瓜洲，阻師南渡耳。”朱棣居然未加罪於他，并釋放回籍。得以壽終。